# Ken Anderson
Ken Anderson – amerykański inżynier sportowy, który w trakcie swojej kariery był aktywny w różnych dyscyplinach i seriach motosportu m.in. w Motocrossie, seriach samochodów wyścigowych typu "open wheel" takich jak: CART, Formuła 1 i Indy Racing League, a także w serii NASCAR.

## Życiorys
Na początku swojej kariery pracował w amerykańskiej firmie Fox Racing Shox zajmującej się projektowaniem i produkcją amortyzatorów sportowych. W roku 1984 rozpoczął pracę dla zespołu Penske Racing startującego w serii CART dzięki znajomości z jego właścicielem, Rogerem Penske. W latach 1985–1988 był inżynierem wyścigowym Ricka Mearsa, jednego z kierowców zespołu, trzykrotnego mistrza serii. W tym samym okresie współpracował z zespołem Formuły 1 WilliamsF1 projektując dla nich amortyzatory. Współpraca zaowocowała zdobyciem w 1987 r. tytułu Mistrza Świata Konstruktorów F1. W 1988 r. był dyrektorem technicznym zespołu Formuły 1 Ligier, projektując samochód JS33 używany przez zespół w sezonie 1989 i po pewnych modyfikacjach w 1990. W roku 1989 rozpoczął pracę dla Onyx Grand Prix. Po upadku zespołu w 1990 roku Ken Anderson powrócił do Stanów Zjednoczonych, gdzie uczestniczył w kilku projektach wyścigowych, m.in. w 1997 zaprojektował dla zespołu G-Force startującego w Indy Racing League samochód w którym holenderski kierowca Arie Luyendyk zwyciężył w prestiżowym wyścigu Indianapolis 500. W latach 2003–2005 był dyrektorem technicznym zespołu NASCAR Haas CNC Racing.
4 lutego 2009 r. Ken Anderson potwierdził, że zamierza razem z Peterem Windsorem założyć zespół Formuły 1 Team US F1 12 czerwca 2009 FIA zatwierdziła listę startową Formuły 1 na sezon 2010 dając Team US F1 prawo startu w sezonie 2010.